# Силягин, Павел Васильевич
Павел Васильевич Силягин (род. 13 августа 1993, Новокузнецк, Россия) — российский боксёр-профессионал, выступающий во второй средней и в полутяжёлой весовых категориях. Мастер спорта России международного класса, бронзовый призёр чемпионата мира (2015) и Европейских игр (2015), чемпион России (2013), трёхкратный призёр чемпионата России (2014, 2016, 2018) в любителях. Победитель командного полупрофессионального турнира «Лига бокса. Интерконтинентальный Кубок» (2022).
Среди профессионалов действующий чемпион по версии WBC Silver (2021—н. в.), чемпиона Азиатско-Тихоокеанского региона по версии WBO Asia Pacific (2021—н. в.), временный чемпион Азии по версии WBA Asia (2020—н. в.) во 2-м среднем весе.
Лучшая позиция по рейтингу BoxRec — 9-я (октябрь 2022) и являлся 1-м среди российских боксёров суперсредней весовой категории, а по рейтингам основных международных боксёрских организаций занял: 3-ю строчку рейтинга WBC, — входя в ТОП-10 лучших суперсредневесов всей планеты.

## Биография
Родился 13 августа 1993 года в Новокузнецке, Россия.

## Любительская карьера
В августе 2012 года, в Новосибирске он стал чемпионом России среди юниоров (до 22 лет) в весе до 81 кг, где он в полуфинале, в очень конкурентном бою, по очкам (+8:8) победил Сослана Асбарова, а в финале по очкам (17:12) победил Владимира Шишкина.
В ноябре 2013 года стал чемпионом России в Хабаровске, в полутяжёлом весе (до 81 кг), где он в четвертьфинале по очкам (3:0) опять победил Сослана Асбарова, в полуфинале по очкам (3:0) победил Али Измайлова, и в финале по очкам (2:1) победил Эдуарда Якушева.
В августе 2014 года стал бронзовым призёром чемпионата России в Ростове-на-Дону, в весе до 81 кг, где он в полуфинале по очкам (0:3) проиграл опытному Никите Иванову.
В июне 2015 году в Баку (Азербайджан) завоевал бронзовую медаль Европейских игр в весе до 81 кг, в полуфинале проиграв азербайджанцу Теймуру Мамедову, — в итоге ставшему чемпионом Европейских игр.
И в октябре 2015 году в Дохе (Катар) вновь завоевал бронзовую медаль уже на чемпионате мира в весе до 81 кг, в полуфинале проиграв знаменитому кубинскому боксёру Хулио Сесару ла Крусу, — в итоге ставшему чемпионом мира.
В ноябре 2016 года стал серебряным призёром чемпионата России в Оренбурге, в весе до 81 кг. Где он в 1/8 финала соревнований по очкам (3:0) победил опытного Гамзата Газалиева, в четвертьфинале по очкам (3:0) победил опытного Имама Хатаева, в полуфинале по очкам (3:0) победил опытного Даниила Шведа, но в финале по очкам (0:3) проиграл Муслиму Гаджимагомедову.
В октябре 2018 года вновь стал бронзовым призёром чемпионата России в Якутске, в весе до 81 кг, где он в полуфинале по очкам (1:3) проиграл опытному Имаму Хатаеву.

## Профессиональная карьера
1 февраля 2020 года состоялся его профессиональный дебют, когда единогласным решением судей он победил опытного польского джорнимена Бартоломея Графка (22-36-3).
29 января 2021 года в Москве победил нокаутом в 1-м же раунде опытного венесуэльца Омара Гарсию (16-3).
И уже 20 марта 2021 года единогласным решением судей (счёт: 120-108, 119-109, 119-109) победил небитого узбекского боксёра Азизбека Абдугофурова (13-0), и завоевал титул чемпиона по версии WBC Silver (2-я защита Абдугофурова) во 2-м среднем весе.
В июне 2022 года в составе команды Сборной России стал победителем коммерческого командного Интерконтинентального Кубка «Лига бокса» прошедшего в Москве, и организованного букмекерской компанией «Лига Ставок» и телеканалом «Первый канал». Кубок прошёл по полупрофессиональным правилам: проходили 4-х раундовые бои по профессиональным правилам, но в мягких любительских боксёрских перчатках. Силягин участвовал в двух из четырёх турнирах этого Кубка выступая в весе до 80 кг, и победил единогласным решением судей колумбийца Карлоса Галвана из команды Америки, и также в финале единогласным решением судей победил узбека Одилжона Аслонова из команды Азии.
7 марта 2023 года в Екатеринбурге (Россия) досрочно техническим нокаутом в 4-м раунде победил крепкого колумбийского нокаутера Леонардо Каррильо (16-4).

## Статистика профессиональных боёв
В таблице перечислены результаты всех поединков боксёров.
В каждой строке указан результат поединка. Дополнительно номер поединка обозначен цветом, который обозначает итог поединка. Расшифровка обозначений и цветов представлена в нижеследующей таблице.
| Пример | Расшифровка                     |
| ------ | ------------------------------- |
|        | Победа                          |
|        | Ничья                           |
|        | Поражение                       |
|        | Планируемый поединок            |
|        | Поединок признан несостоявшимся |
| КО     | Нокаут                          |
| ТКО    | Технический нокаут              |
| PTS    | Решение судей (по очкам)        |
| UD     | Единогласное решение судей      |
| MD     | Решение большинства судей       |
| SD     | Раздельное решение судей        |
| RTD    | Отказ от продолжения боя        |
| DQ     | Дисквалификация                 |
| NC     | Поединок признан несостоявшимся |

| 13 поединков, 13 побед (6 нокаутом). | 13 поединков, 13 побед (6 нокаутом). | 13 поединков, 13 побед (6 нокаутом). | 13 поединков, 13 побед (6 нокаутом). | 13 поединков, 13 побед (6 нокаутом).                           | 13 поединков, 13 побед (6 нокаутом). | 13 поединков, 13 побед (6 нокаутом).                                                                                         |
| Бой                                  | Рекорд                               | Дата боя                             | Соперник                             | Место проведения боя                                           | Результат                            | Дополнительно |
| ------------------------------------ | ------------------------------------ | ------------------------------------ | ------------------------------------ | -------------------------------------------------------------- | ------------------------------------ | --- |
| 14                                   |                                      | 8 сентября 2023                      | Евгений Шведенко (16-1)              | ДС «Трактор», Челябинск, Челябинская область, Россия           | (10)                                 | |
| 13                                   | 13-0                                 | 7 марта 2023                         | Леонардо Каррильо (16-4)             | ДИВС, Екатеринбург, Свердловская область, Россия               | TKO 4 (10)                           | |
| 12                                   | 12-0                                 | 19 ноября 2022                       | Абрахам Габриэль Буонарриго (11-3)   | Академия бокса RCC, Екатеринбург, Свердловская область, Россия | UD 10 (10)                           | Счёт: 99-91, 97-93 (дважды).                                                                                                 |
| 11                                   | 11-0                                 | 9 июля 2022                          | Хосе де Хесус Масиас (28-10-4)       | КРК «Уралец», Екатеринбург, Свердловская область, Россия       | UD 10 (10)                           | Счёт: 100-90, 99-91 (дважды).                                                                                                |
| 10                                   | 10-0                                 | 31 января 2022                       | Низар Тримеш (9-2-1)                 | УСК «Крылья Советов», Москва, Россия                           | KO 6 (10), 2:59                      | |
| 9                                    | 9-0                                  | 26 ноября 2021                       | Айзек Чилемба (26-7-3)               | УСК «Крылья Советов», Москва, Россия                           | UD 12 (12)                           | Счёт: 120-108, 119-109, 118-110. Защита титула чемпиона по версии WBC Silver (1-я защита Силягина) во 2-м среднем весе.      |
| 8                                    | 8-0                                  | 20 мая 2021                          | Абдалла Пазивапази (29-9-1)          | «Локомотив-Арена», Новосибирск, Россия                         | UD 10 (10)                           | Счёт: 100-89 (трижды). Завоевал титул чемпиона по версии WBO Asia Pacific (1-я защита Пази) во 2-м среднем весе.             |
| 7                                    | 7-0                                  | 20 марта 2021                        | Азизбек Абдугофуров (13-0)           | ДС «Мегаспорт», Москва, Россия                                 | UD 12 (12)                           | Счёт: 120-108, 119-109 (дважды). Завоевал титул чемпиона по версии WBC Silver (2-я защита Абдугофурова) во 2-м среднем весе. |
| 6                                    | 6-0                                  | 29 января 2021                       | Омар Гарсия (16-3)                   | УСК «Крылья Советов», Москва, Россия                           | КО 1 (10), 2:00                      | |
| 5                                    | 5-0                                  | 24 декабря 2020                      | Сергей Хомицкий (32-19-3)            | УСК «Крылья Советов», Москва, Россия                           | RTD 4 (10), 3:00                     | |
| 4                                    | 4-0                                  | 22 августа 2020                      | Орхан Гаджиев (8-0)                  | «Пирамида», Казань, Россия                                     | RTD 2 (10), 3:00                     | |
| 3                                    | 3-0                                  | 3 июля 2020                          | Артыш Лопсан (2-0-1)                 | УСК «Крылья Советов», Москва, Россия                           | TKO 7 (10), 1:55                     | Завоевал временный титул чемпиона Азии по версии WBA Asia во 2-м среднем весе.                                               |
| 2                                    | 2-0                                  | 15 июня 2020                         | Максим Смирнов (8-6-3)               | УСК «Крылья Советов», Москва, Россия                           | UD 6 (6)                             | Счёт судей: 60-54 (трижды).                                                                                                  |
| 1                                    | 1-0                                  | 1 февраля 2020                       | Бартломей Графка (22-36-3)           | ДС «Янтарный», Калининград, Россия                             | UD 6 (6)                             | Счёт судей: 60-54 (трижды). Профессиональный дебют.                                                                          |
| Бой                                  | Рекорд                               | Дата боя                             | Соперник                             | Место проведения боя                                           | Результат                            | Дополнительно |